# Trieler
Trieler (Burhinidae) er en familie af vadefugle, der omfatter to slægter, der i alt tæller 10 arter og er udbredt over hele verden.
I Danmark er slægten Burhinus repræsenteret med arten triel (Burhinus oedicnemus), der er en meget sjælden gæst.